# Arctornis dorsalineatus
Arctornis dorsalineatus är en fjärilsart som beskrevs av Holloway 1999. Arctornis dorsalineatus ingår i släktet Arctornis och familjen tofsspinnare. Inga underarter finns listade i Catalogue of Life.